# Dinera brevipalpis
Dinera brevipalpis är en tvåvingeart som beskrevs av Zhang, Wang och Liu 2006. Dinera brevipalpis ingår i släktet Dinera och familjen parasitflugor.
Artens utbredningsområde är Vietnam. Inga underarter finns listade i Catalogue of Life.